# Norma Rae – Eine Frau steht ihren Mann
Norma Rae – Eine Frau steht ihren Mann ist ein US-amerikanisches Filmdrama von Regisseur Martin Ritt aus dem Jahr 1979, das auf wahren Begebenheiten beruht.

## Handlung
Die Fabrikarbeiterin und alleinerziehende Mutter Norma Rae führt in einer Kleinstadt ein trostloses Leben. Sie lernt den Gewerkschafter Reuben kennen und erkennt, dass sie zusammen mit den anderen Arbeitern gegen die schlechten Arbeitsbedingungen und den niedrigen Lohn kämpfen muss. Sie verwandelt sich zu einer bewusst politisch handelnden Frau.

## Hintergrund
Die Figur der Norma Rae basiert auf Crystal Lee Jordan, die in einer Textilfabrik in North Carolina zehn Jahre lang um einen Tarifvertrag kämpfte. Sally Field und Beau Bridges recherchierten für ihre Rollen und arbeiteten eine Zeitlang selber in einer ähnlichen Fabrik.
Die Mehrzahl der Filmkomparsen waren Studenten der nahegelegenen Auburn University bei Opelika, Alabama.
Als Darstellerin der Titelfigur wurde Sally Field Jane Fonda, Marsha Mason und Jill Clayburgh vorgezogen.

## Kritiken
Der film-dienst bewertete Ritts Film in seiner zeitgenössischen Kritik als eine von Optimismus geprägte sozialkritische Produktion „mit melodramatischem Einschlag, der durch die hervorragende Darstellung der Titelrolle“ überzeugen würde.

## Auszeichnungen
- 1979: Los Angeles Film Critics Association Award, New York Film Critics Circle Award und National Board of Review Award für Field als beste Darstellerin
- 1980: Beste Darstellerin (Field) und Großer Preis der Technik bei den Filmfestspielen von Cannes
- 1980: Oscar in den Kategorien Beste Hauptdarstellerin (Field) und Bester Song (It Goes Like It Goes), zwei weitere Nominierungen
- 1980: Marquee (American Movie Awards) für die beste Darstellerin (Field)
- 1980: Golden Globe in der Kategorie Beste Darstellerin in einem Drama (Field)
- 1980: Kansas City Film Critics Circle Award und National Society of Film Critics Award für Field als beste Darstellerin
- 2011: Aufnahme in das National Film Registry